# Gran Premio del Belgio 1985
Il Gran Premio del Belgio 1985  è stata la tredicesima gara della stagione 1985 del Campionato mondiale di Formula 1. Si è corsa domenica 15 settembre sul Circuito di Spa-Francorchamps. La gara è stata vinta dal brasiliano Ayrton Senna su Lotus-Renault; per il vincitore si trattò del secondo successo nel mondiale. Ha preceduto sul traguardo il britannico Nigel Mansell su Williams-Honda e il francese Alain Prost su McLaren-TAG Porsche.
La gara si sarebbe dovuta disputare il 2 giugno, ma venne poi rinviata a settembre in quanto il nuovo asfalto, appena posato, mostrò una tendenza a sbriciolarsi al passaggio delle vetture, creando una situazione di pericolo per i piloti.

## L'appuntamento di giugno
La gara venne inizialmente programmata per il 2 giugno, due settimane dopo il Gran Premio di Monaco, quale quinta prova della stagione. Il gran premio veniva nuovamente ospitato dal Circuito di Spa-Francorchamps che, nella sua versione rinnovata, era stato già sede della gara nel 1983, prendendo il posto del Circuito di Zolder.
La settimana prima della data prevista per la gara, in prove private presso il Circuito Paul Ricard, il francese François Hesnault, pilota della Brabham, fu vittima di una violenta uscita di pista. Il pilota uscì indenne dall'incidente, ma decise di abbandonare la Formula 1, considerandola al di fuori delle sue capacità. La scuderia britannica lo sostituì con Marc Surer. Lo svizzero, che aveva corso nelle tre stagioni precedenti con la Arrows, venne scelto per la sua esperienza con vetture motorizzate dalla BMW.
A livello tecnico le novità principali riguardarono la Lotus, che fornì a entrambi i piloti il motore Renault evoluto. Anche sulle Williams si presentarono dei motori Honda modificati, con corsa allungata, pistoni e valvole nuove. Sulle Renault si passò a un cambio a cinque marce, rispetto alle 6 del cambio precedente. La casa francese portò, per Patrick Tambay, un telaio alleggerito e più rigido. Le Brabham utilizzarono dei mini-alettoni sui pontoni. La Ferrari testò una nuova geometria delle sospensioni anteriori e provò anche un nuovo computer per controllare i consumi di carburante, che però non dette i risultati sperati. Le Alfa Romeo si presentarono con nuove prese d'aria, scarichi più grandi e alettone posteriore modificato.
La pista venne riasfaltata, coi lavori che terminarono dieci giorni prima del gran premio, andando contro le richieste della FISA, che aveva chiesto dei lavori molto più anticipati, da completare almeno 6 mesi prima rispetto alla data prevista per la gara. Inoltre il nuovo rivestimento era composto con una alta percentuale di caucciù, nonché di una texture granulosa, al fine di facilitare l'evacuazione dell'acqua, in caso di pioggia.
Nelle prove del venerdì i piloti furono piacevolmente colpiti dall'aderenza garantita da questo nuovo bitume. Michele Alboreto ottenne il tempo migliore, con 1'56"046, rilievo cronometrico che era di 8 secondi migliore di quello che era valso la pole position dell'edizione del 1983. Alle spalle del pilota italiano, staccati di mezzo secondo, si posizionarono i due piloti della Lotus, Elio De Angelis e Ayrton Senna. Si trovava in grossa difficoltà, invece, Alain Prost che, a causa di diverse rotture dei motori, era ultimo. Philippe Alliot, finito fuori pista, non aveva tempi validi per lo schieramento.
L'asfalto iniziò, però, a dare segni di cedimento. Nigel Mansell fu vittima di una foratura, a causa di un pezzo di bitume che si era staccato dal tracciato, che andò anche a colpire Nelson Piquet. Il manto stava cedendo soprattutto nelle curve, dove le vetture iniziavano a pattinare, tanto da non consentire ai piloti il controllo delle monoposto. Niki Lauda evidenziò subito come fosse impossibile correre, posizione che venne subito appoggiata da diversi colleghi, tra cui la coppia della Scuderia Ferrari. Gli organizzatori decisero di intervenire, sui punti più rovinati, gettando dei secchi di cemento. Qualora il tempo non fosse stato sufficiente, al sabato, per completare la sessione di prove ufficiali previste, la griglia sarebbe stata determinata dal risultato del venerdì, solo in caso, però, che la pista fosse stata adeguata a ospitare la gara.
Al sabato mattina si disputarono le prove libere ma, dopo poco più di venti minuti, i piloti decisero di fermarsi ai box, per la situazione sempre più precaria della pista. Il più veloce era stato, fino a quel momento, Elio De Angelis, con un tempo di ben 24 secondi più alto, di quello ottenuto da Alboreto, nelle prove ufficiali del venerdì. I piloti si rifiutarono di proseguire nel loro impegno, mentre gli organizzatori assicurarono la tenuta dell'asfalto, a seguito dei lavori di rattoppo previsti. Gli organizzatori confermarono anche il programma delle gare di contorno, tra cui una gara valida per il Campionato europeo di F.3000.
Al pomeriggio i piloti effettuarono un sopralluogo sul tracciato, ma non modificarono la loro impressione, che venne confermata anche dai piloti della Coppa Renault, che affrontarono la pista per la loro gara. Lauda e Prost si intrattennero con gli organizzatori e col delegato della FISA, al fine di trovare una soluzione. La contrarietà dei piloti alla disputa del gran premio venne appoggiata anche da Jean-Marie Balestre, presidente della FISA, raggiunto al telefono dai piloti. Bernie Ecclestone, capo della FOCA, che organizzava la gara, propose di attendere i lavori da effettuare nella notte, e posticipare alla domenica mattina la decisione finale. Ecclestone si disse all'oscuro della scelta di rifare l'asfalto, e promise di interessarsi maggiormente, di questi aspetti, in futuro. Anche molti patron di scuderie erano favorevoli alla tenuta della gara.
I piloti misero ai voti la proposta di non correre (avanzata da Lauda, Piquet, Prost e Alboreto), che trovò l'appoggio quasi unanime (24 voti a favore, due contro). Lauda definì un suicidio la gara, mentre Alboreto ricordò la situazione simile che si era verificata, l'anno precedente, nel Gran Premio di Dallas, su una pista, però, molto più lenta. Alle 20 venne annunciato l'annullamento del gran premio, e si ipotizzò che potesse essere riprogrammato a settembre, dopo il Gran Premio d'Italia. Mai, prima d'allora, una gara valida per il campionato mondiale di Formula 1 era stata rinviata, una volta iniziato il weekend agonistico.
Alla domenica si disputò, regolarmente, la gara di Formula 3000, vinta da un ex pilota di Formula 1, Mike Thackwell. Il neozelandese affermò che la pista si era presentata molto scivolosa, ma in maniera omogenea, su tutto il tracciato, e che, soprattutto, l'asfalto non si sbriciolava più come al sabato. Secondo Thackwell la gara di Formula 1 avrebbe potuto disputarsi regolarmente.

### Tempi della sessione del venerdì dell'appuntamento di giugno
| Pos | Nº | Pilota             | Costruttore            | Tempo       |
| --- | -- | ------------------ | ---------------------- | ----------- |
| 1   | 27 | Michele Alboreto   | Ferrari                | 1'56"046    |
| 2   | 11 | Elio de Angelis    | Lotus-Renault          | 1'56"273    |
| 3   | 12 | Ayrton Senna       | Lotus-Renault          | 1'56"473    |
| 4   | 15 | Patrick Tambay     | Renault                | 1'56"586    |
| 5   | 28 | Stefan Johansson   | Ferrari                | 1'57"506    |
| 6   | 6  | Keke Rosberg       | Williams-Honda         | 1'57"705    |
| 7   | 7  | Nelson Piquet      | Brabham-BMW            | 1'58"122    |
| 8   | 25 | Andrea De Cesaris  | Ligier-Renault         | 1'58"302    |
| 9   | 17 | Gerhard Berger     | Arrows-BMW             | 1'58"343    |
| 10  | 1  | Niki Lauda         | McLaren-TAG Porsche    | 1'58"374    |
| 11  | 5  | Nigel Mansell      | Williams-Honda         | 1'58"658    |
| 12  | 18 | Thierry Boutsen    | Arrows-BMW             | 1'58"874    |
| 13  | 16 | Derek Warwick      | Renault                | 1'59"129    |
| 14  | 19 | Teo Fabi           | Toleman-Hart           | 2'00"592    |
| 15  | 26 | Jacques Laffite    | Ligier-Renault         | 2'00"729    |
| 16  | 23 | Eddie Cheever      | Alfa Romeo             | 2'00"782    |
| 17  | 22 | Riccardo Patrese   | Alfa Romeo             | 2'01"396    |
| 18  | 8  | Marc Surer         | Brabham-BMW            | 2'01"555    |
| 19  | 30 | Jonathan Palmer    | Zakspeed               | 2'04"990    |
| 20  | 4  | Stefan Bellof      | Tyrrell-Renault        | 2'05"070    |
| 21  | 24 | Piercarlo Ghinzani | Osella-Alfa Romeo      | 2'05"088    |
| 22  | 3  | Martin Brundle     | Tyrrell-Renault        | 2'05"782    |
| 23  | 9  | Manfred Winkelhock | RAM-Hart               | 2'06"771    |
| 24  | 29 | Pierluigi Martini  | Minardi-Motori Moderni | 2'12"279    |
| 25  | 2  | Alain Prost        | McLaren-TAG Porsche    | 2'23"780    |
|     | 10 | Philippe Alliot    | RAM-Hart               | senza tempo |

## Vigilia

### Sviluppi futuri
La situazione politica del Sudafrica metteva in dubbio la tenuta della gara, prevista per il 19 ottobre. Le tensioni razziali legate all'apartheid,  stavano per portare il paese alla guerra civile, tanto che alcuni Paesi (Svezia, Finlandia e Brasile) chiesero alla FIA di annullare la prova, mentre altre minacciarono di non consentire ai loro piloti, o scuderie, di prendervi parte, qualora fosse stata disputata. Questo era il caso della Francia, dove il ministro dello Sport aveva annunciato la richiesta di boicottaggio, che venne subito raccolta dalla Renault, società controllata dallo stesso governo. Non partecipando alla gara la scuderia perdeva il diritto a ricevere i premi, per i risultati della stagione. Anche la Ligier era pronta a seguirne l'esempio. Keke Rosberg, pilota finlandese, venne raggiunto da un telegramma, inviato dal suo governo, che minacciava il ritiro della licenza, se avesse partecipato alla gara.
Durante una conferenza stampa tenuta a Spa, il presidente della FISA Jean-Marie Balestre confermò invece la gara, affermando come il governo sudafricano non imponesse discriminazioni per l'evento sportivo. Balestre, però, annunciò l'invio di osservatori sul posto, al fine di controllare la situazione dell'ordine pubblico. Solo in caso di problemi di sicurezza il gran premio sarebbe stato cancellato.
Un problema ulteriore era la decisione di alcuni canali televisivi, come la francese Antenne 2, di non trasmettere comunque l'evento. Tale decisione avrebbe avuto riflessi sui contratti commerciali, firmati dalla FOCA.

### Aspetti tecnici
I piloti chiesero che, all'uscita dell'Eau Rouge, luogo dell'incidente mortale di Stefan Bellof alla 1000km di Spa del primo settembre, venissero migliorate le protezioni, aumentando le file degli pneumatici posti all'esterno della curva stessa. La richiesta non venne raccolta dalla FISA.
La Brabham adottò, in via definitiva, i deflettori inferiori, ispirati dalla Toleman. Sulla stessa vettura vennero nuovamente montati dei flap mobili, in risposta ai condotti di raffreddamento dei freni, utilizzati da Ferrari, Wiliams e McLaren, che potevano venir considerati come delle appendici mobili.
La Ferrari montò degli alettoni supplementari al posteriore, e dei deflettori verticali sul davanti.  Sulla vettura di Michele Alboreto venne copiata la soluzione proposta dalla Toleman, che ispirava anche l'Alfa Romeo. La RAM impiegò lo stesso tipo di carburante della Toleman.

### Aspetti sportivi
In una riunione della FISA tenuta a Montreal, nei giorni precedenti al Gran Premio del Canada, venne deciso di riprogrammare il Gran Premio del Belgio per il 15 settembre.
Rientrò in campionato la Zakspeed. La scuderia tedesca sostituì l'infortunato Jonathan Palmer (anche lui vittima di un incidente alla 1000km di Spa), col pilota tedesco esordiente Christian Danner, in lotta per il titolo nel Campionato di F.3000. In compenso la RAM portò una sola vettura, affidata a Philippe Alliot, per l'insufficienza di motori disponibili, la Lola-Haas saltò la gara. La scuderia statunitense non era iscritta alla prova, poi saltata, a giugno. La Tyrrell, dopo l'incidente mortale di Bellof, continuò a schierare una sola monoposto.

## Qualifiche

### Resoconto
Nel corso delle prove libere Niki Lauda colpì, a non elevata velocità, le barriere a Blanchimont, rompendo la sospensione anteriore sinistra. Un ritorno del volante gli provocò una incrinatura al polso destro. L'austriaco prima volò a Vienna per la prima diagnosi (20 giorni di gesso), poi decise di raggiungere la sua famiglia a Ibiza, non prendendo parte al resto dell'evento. La McLaren individuò quale sostituto di Lauda il suo ex pilota John Watson (anche se venne ipotizzato anche l'impiego di Andrea De Cesaris), che aveva corso per la scuderia britannica tra il 1979 e il 1983. La sua presenza era però possibile solo in deroga al regolamento, grazie all'autorizzazione di tutti i concorrenti. La sua partecipazione trovò però l'opposizione della Scuderia Ferrari. Ron Dennis, patron della McLaren, riconobbe che, al posto della scuderia italiana, avrebbe agito nello stesso modo. Venne, comunque, annunciato che Watson avrebbe preso il posto di Lauda, nel successivo Gran Premio di Brands Hatch.
Nella prima giornata di prove il migliore fu Alain Prost, l'unico pilota rimasto alla McLaren. Prost precedette di due centesimi Stefan Johansson, mentre l'altro ferrarista, Michele Alboreto, fu solo sesto, anche se staccato di 4 decimi, penalizzato dal traffico in pista. Alboreto, che aveva ottenuto il miglior tempo nella sessione ufficiale, disputata a maggio, nel gran premio poi posticipato, aveva provato al mattino degli assetti analoghi a quelli di maggio, ma le soluzioni, più moderne, adottate sulla vettura di Johansson, risultavano più competitive. Rispetto alla sessione di giugno tredici piloti avevano abbassato il loro tempo, mentre 8 lo avevano peggiorato, tra cui lo stesso Alboreto.
Le prove libere del sabato vennero ritardate per una fitta nebbia che gravava sul tracciato. Al pomeriggio Prost riuscì ancora a migliorarsi, fino a ritoccare il record della pista, a 216,676 km/h di media. La sessione fu molto battagliata: prima Ayrton Senna batté il tempo di Prost del venerdì; poi si pose al comando Alboreto, battuto, a sua volta, da Piquet. Prost riuscì, infine, a riguadagnare la partenza al palo. Il traffico bloccò la risposta di Alboreto, mentre Senna fu penalizzato dal degrado degli pneumatici. Il brasiliano accompagnò, in prima fila, il transalpino, mentre il pilota milanese si accontentò del quarto tempo, dietro a Piquet.

### Risultati
I risultati delle qualifiche furono i seguenti:
| Pos | Nº | Pilota             | Costruttore            | Tempo     | Griglia |
| --- | -- | ------------------ | ---------------------- | --------- | ------- |
| 1   | 2  | Alain Prost        | McLaren-TAG Porsche    | 1'55"306  | 1       |
| 2   | 12 | Ayrton Senna       | Lotus-Renault          | 1'55"403  | 2       |
| 3   | 7  | Nelson Piquet      | Brabham-BMW            | 1'55"648  | 3       |
| 4   | 27 | Michele Alboreto   | Ferrari                | 1'56"021  | 4       |
| 5   | 28 | Stefan Johansson   | Ferrari                | 1'56"585  | 5       |
| 6   | 18 | Thierry Boutsen    | Arrows-BMW             | 1'56"697  | 6       |
| 7   | 5  | Nigel Mansell      | Williams-Honda         | 1'56"727  | 7       |
| 8   | 17 | Gerhard Berger     | Arrows-BMW             | 1'56"770  | 8       |
| 9   | 11 | Elio De Angelis    | Lotus-Renault          | 1'57"322  | 11      |
| 10  | 6  | Keke Rosberg       | Williams-Honda         | 1'57"465  | 10      |
| 11  | 19 | Teo Fabi           | Toleman-Hart           | 1'57."588 | 11      |
| 12  | 8  | Marc Surer         | Brabham-BMW            | 1'57"729  | 12      |
| 13  | 15 | Patrick Tambay     | Renault                | 1'58"105  | 13      |
| 14  | 16 | Derek Warwick      | Renault                | 1'58"407  | 14      |
| 15  | 22 | Riccardo Patrese   | Alfa Romeo             | 1'58"414  | 15      |
| 16  | 20 | Piercarlo Ghinzani | Toleman-Hart           | 1'58"706  | 16      |
| 17  | 26 | Jacques Laffite    | Ligier-Renault         | 1'58"933  | 17      |
| 18  | 25 | Philippe Streiff   | Ligier-Renault         | 1'59"245  | 18      |
| 19  | 23 | Eddie Cheever      | Alfa Romeo             | 1'59"370  | 19      |
| 20  | 9  | Philippe Alliot    | RAM-Hart               | 1'59"626  | 20      |
| 21  | 3  | Martin Brundle     | Tyrrell-Renault        | 2'00"950  | 21      |
| 22  | 30 | Christian Danner   | Zakspeed               | 2'05"059  | PL      |
| 23  | 24 | Huub Rothengatter  | Osella-Alfa Romeo      | 2'05"776  | 23      |
| 24  | 29 | Pierluigi Martini  | Minardi-Motori Moderni | 2'06"007  | 24      |

## Gara

### Resoconto
Al mattino la pista venne colpita da un forte temporale: ciò costrinse i piloti a montare gomme da bagnato, pur se la precipitazione era cessata. La temperatura dell'aria era comunque molto bassa, sui 13°C.
Michele Alboreto dovette passare al muletto, per una perdita di carburante, sulla vettura titolare. Analoga sorte toccò a Christian Danner che, a causa della rottura del cambio, fu costretto a utilizzare la vettura di riserva, partendo anche dai box. Huub Rothengatter, vittima di un incidente nel warm up, affrontò il gran premio con una vecchia Osella FA1F del 1984.
Senna fu autore di un'ottima partenza, che gli consentì di passare subito Alain Prost. Anche Nelson Piquet passò il francese ma, giunto al tornante della Source, mise due ruote sul cordolo, andò in testacoda, e venne sfilato dal gruppo senza che, fortunatamente, nessun pilota lo colpisse. Ayrton Senna conduceva davanti Prost, Alboreto e Mansell. Nel primo giro, a Pouhon, Mansell scavalcò Alboreto. Il ferrarista, penalizzato da un problema alla frizione, venne sfilato da molti altri piloti. Poco dopo decise di abbandonare la gara.
La pista era ancora umida, ma Keke Rosberg, al terzo giro, tentò il passaggio alle gomme slick. Al quarto giro, sul lungo rettifilo del Kemmel, Mansell passò anche Prost. Nel frattempo la pista stava iniziando ad asciugarsi, tanto che molti piloti, vedendo che il più veloce in pista era proprio Rosberg, optarono per il passaggio alle gomme da asciutto.
All'ottavo giro, dopo un testacoda provocato da un problema al motore, fu costretto all'abbandono anche l'altro pilota della Scuderia Ferrari, Stefan Johansson. Nel giro successivo i primi della classifica (Senna, Mansell e Prost) effettuarono la loro sosta, per il cambio degli pneumatici. Ciò portò davanti Elio de Angelis e Thierry Boutsen. Mansell ripartì primo dai box, davanti a Senna, ma il brasiliano, favorito da gomme Goodyear preriscaldate, ritornò davanti, all'Eau Rouge. Alla fine del giro anche Boutsen andò ai box per montare gomme slick. Nel decimo giro sia Senna che Mansell passarono de Angelis, riportandosi in prima e seconda posizione.
Alle spalle dei primi tre era risalito Rosberg, seguito da Prost, Gerhard Berger e Boutsen. Mansell, all'undicesimo giro, andò in testacoda, ma potendo ripartire, senza aver perso posizioni. Nello stesso giro effettuò la sosta anche de Angelis. Un giro dopo toccò a Berger.
Dopo 15 giri Senna comandava con 9"4 su Mansell, 15"8 su Rosberg, 16"2 su Prost e oltre 48 su Boutsen. Qualche minuto dopo un forte temporale si abbatté nella zona dei box e alle Combes. Ciò costrinse i piloti ad alzare il ritmo di circa dieci secondi a giro. Il temporale, comunque, cessò rapidamente.
Patrick Tambay, che era sesto, si ritirò al venticinquesimo giro, per un guasto al cambio. Nei giri successivi si infiammò il duello tra le due Williams, con Rosberg che attaccò Mansell, su una pista che rendeva difficile il sorpasso, per la presenza di umido al di fuori della traiettoria ideale.
La sfida tra i due s'interruppe al trentatreesimo giro. Rosberg fu costretto ai box per un guasto alla presa d'aria del freno anteriore sinistro. Pochi metri dopo, a Combes, Mansell andò diritto in curva, saltò su un cordolo, passò sulla parte in erba, e rientrò in pista, incolume. Anche Rosberg, dopo una veloce riparazione, rientrò in gara, quarto, alle spalle di Prost.
La pista si asciugò di nuovo, grazie al ritorno del sole. Senna guidava con ampio margine su Mansell, anche se il motore della sua Lotus non era perfettamente funzionante. Anche Boutsen, quinto, era penalizzato da un guasto tecnico, nel suo caso al cambio. Al trentanovesimo giro il belga venne passato sia da Derek Warwick che da Piquet. Il brasiliano della Brabham, nel giro successivo prese la posizione a Warwick. A pochi giri dalla fine Boutsen fu costretto al ritiro.
Senna colse il suo secondo successo nel mondiale. A termine del gran premio il pilota della Lotus effettuò il giro d'onore, non previsto dal protocollo della gara belga. Completarono il podio Mansell (primo podio stagionale per la Williams) e Prost, al settimo podio in sequenza. Curiosamente, durante la cerimonia di premiazione, gli organizzatori fecero suonare solo God Save the Queen, in onore della scuderia vincente, la Lotus, e non anche l'inno brasiliano, in onore del pilota.

### Risultati
I risultati del gran premio furono i seguenti:
| Pos | Nº | Pilota             | Costruttore            | Giri | Tempo/Ritiro      | Griglia | Punti |
| --- | -- | ------------------ | ---------------------- | ---- | ----------------- | ------- | ----- |
| 1   | 12 | Ayrton Senna       | Lotus-Renault          | 43   | 1h34'19"893       | 2       | 9     |
| 2   | 5  | Nigel Mansell      | Williams-Honda         | 43   | + 28"422          | 7       | 6     |
| 3   | 2  | Alain Prost        | McLaren-TAG Porsche    | 43   | + 55"109          | 1       | 4     |
| 4   | 6  | Keke Rosberg       | Williams-Honda         | 43   | + 1'15"290        | 10      | 3     |
| 5   | 7  | Nelson Piquet      | Brabham-BMW            | 42   | + 1 giro          | 3       | 2     |
| 6   | 16 | Derek Warwick      | Renault                | 42   | + 1 giro          | 14      | 1     |
| 7   | 17 | Gerhard Berger     | Arrows-BMW             | 42   | + 1 giro          | 8       |       |
| 8   | 8  | Marc Surer         | Brabham-BMW            | 42   | + 1 giro          | 12      |       |
| 9   | 25 | Philippe Streiff   | Ligier-Renault         | 42   | + 1 giro          | 18      |       |
| 10  | 18 | Thierry Boutsen    | Arrows-BMW             | 40   | + 3 giri          | 6       |       |
| 11  | 26 | Jacques Laffite    | Ligier-Renault         | 38   | Incidente         | 17      |       |
| 12  | 29 | Pierluigi Martini  | Minardi-Motori Moderni | 38   | + 5 giri          | 24      |       |
| 13  | 3  | Martin Brundle     | Tyrrell-Renault        | 38   | + 5 giri          | 21      |       |
| NC  | 24 | Huub Rothengatter  | Osella-Alfa Romeo      | 37   | Non classificato  | 23      |       |
| Rit | 22 | Riccardo Patrese   | Alfa Romeo             | 31   | Motore            | 15      |       |
| Rit | 23 | Eddie Cheever      | Alfa Romeo             | 26   | Cambio            | 19      |       |
| Rit | 15 | Patrick Tambay     | Renault                | 24   | Cambio            | 13      |       |
| Rit | 19 | Teo Fabi           | Toleman-Hart           | 23   | Acceleratore      | 11      |       |
| Rit | 11 | Elio De Angelis    | Lotus-Renault          | 17   | Problemi al turbo | 9       |       |
| Rit | 30 | Christian Danner   | Zakspeed               | 16   | Cambio            | PL      |       |
| Rit | 9  | Philippe Alliot    | RAM-Hart               | 10   | Incidente         | 20      |       |
| Rit | 28 | Stefan Johansson   | Ferrari                | 7    | Testacoda         | 5       |       |
| Rit | 20 | Piercarlo Ghinzani | Toleman-Hart           | 7    | Incidente         | 16      |       |
| Rit | 27 | Michele Alboreto   | Ferrari                | 3    | Frizione          | 4       |       |
| SP  | 1  | Niki Lauda         | McLaren-TAG Porsche    |      | Infortunato       |         |       |

## Classifiche Mondiali

### Piloti
| Pos. | Pilota            | Punti |
| ---- | ----------------- | ----- |
| 1    | Alain Prost       | 69    |
| 2    | Michele Alboreto  | 53    |
| 3    | Ayrton Senna      | 32    |
| 4    | Elio de Angelis   | 31    |
| 5    | Stefan Johansson  | 21    |
| 6    | Nelson Piquet     | 21    |
| 7    | Keke Rosberg      | 21    |
| 8    | Niki Lauda        | 14    |
| 9    | Nigel Mansell     | 13    |
| 10   | Patrick Tambay    | 11    |
| 11   | Jacques Laffite   | 10    |
| 12   | Thierry Boutsen   | 9     |
| 13   | Marc Surer        | 5     |
| 14   | Derek Warwick     | 5     |
| 15   | Stefan Bellof     | 4     |
| 16   | René Arnoux       | 3     |
| 17   | Andrea De Cesaris | 3     |

### Costruttori
| Pos | Team                  | Punti |
| --- | --------------------- | ----- |
| 1   | McLaren-TAG Porsche   | 83    |
| 2   | Ferrari               | 77    |
| 3   | Lotus-Renault         | 63    |
| 4   | Williams-Honda        | 34    |
| 5   | Brabham-BMW           | 26    |
| 6   | Renault               | 16    |
| 7   | Ligier-Renault        | 13    |
| 8   | Arrows-BMW            | 9     |
| 9   | Tyrrell-Ford Cosworth | 4     |